# Aningeria
Aningeria Aubrév. & Pellegr., 1935 è un genere di piante della famiglia delle Sapotacee, diffuso nell'Africa Tropicale.

## Tassonomia
Il genere comprende le seguenti specie:
- Aningeria adolfi-friederici (Engl.) Robyns & Gilbert
- Aningeria altissima (A.Chev.) Aubrév. & Pellegr.
- Aningeria pierrei (A.Chev.) Aubrév. & Pellegr.
- Aningeria pseudoracemosa J.H.Hemsl.
- Aningeria superba (Vermoesen) A.Chev.